# 2005 PE23
2005 PE23, também escrito como 2005 PE23, é um objeto transnetuniano que está localizado no Cinturão de Kuiper, uma região do Sistema Solar. Este corpo celeste é classificado como um provável cubewano. Ele possui uma magnitude absoluta de 10,5 e tem um diâmetro estimado com 35 km.

## Descoberta
2005 PE23 foi descoberto no dia 2 de agosto de 2005.

## Órbita
A órbita de 2005 PE23 tem uma excentricidade de 0,042 e possui um semieixo maior de 43,801 UA. O seu periélio leva o mesmo a uma distância de 41,974 UA em relação ao Sol e seu afélio a 45,628 UA.